# Сан-Андрес (Сальвадор)
Сан-Андрес (исп. San Andrés) — археологический объект в Сальвадоре, принадлежащий культуре майя. Расположен в долине Сапотитан, провинция Ла-Либертад.
Возник около 900 года до н. э. В результате извержения вулкана Лаго-Илопанго около 250 года город был заброшен. Вновь заселён в V веке. Расцвет города пришёлся на VII—VIII века, когда он стал важным политическим центром.
Город имел две основные части — южную и северную. В районе 600 года в южной части города был построен так называемый «Акрополь», состоявший из церемониальных и административных сооружений. В южной и восточной части Акрополя располагались пирамиды (структуры 1 — 4), а в северной — дворец правителя. К югу от Акрополя располагается церемониальная структура 7. В северной части города располагается ещё одна пирамида — структура 5. Около неё находилась рыночная площадь.
Согласно археологическим исследованиям Сан-Андрес поддерживал тесные контакты с Копаном и городами горной части Гватемалы.
В IX веке Сан-Андрес пришёл в упадок и перестал быть важным политическим центром. Тем не менее город оставался заселённым до XIII века. После испанского завоевания на территории бывшего города располагалась фабрика по производству индиго. Она была засыпана пеплом в результате извержения вулкана в 1658 году. Благодаря этому она была найдена археологами практически неповреждённой.
В 1996 году власти Сальвадора организовали Археологический парк Сан-Андрес и открыли его для туристов.